# Tercera División de España 2016-17
La temporada 2016-17 de la Tercera División de España es la cuarta categoría de las ligas de fútbol de España, por debajo de la Segunda División B y por encima de las Divisiones Regionales. Comenzó el 20 de agosto de 2016 y finalizó el 25 de junio de 2017 con los play-offs de la promoción de ascenso.

## Fase de grupos
- Composición de los grupos de Tercera División confirmados en la Asamblea General de la Real Federación Española de Fútbol del 15 de julio de 2016.[1]

## Promoción de ascenso a Segunda División B

### Equipos clasificados
Los siguientes equipos se han clasificado para la promoción de ascenso a Segunda División B:
En negrita se indican los equipos que ascendieron a Segunda División B.
| Grupo I                            | Grupo II                      | Grupo III                         | Grupo IV                | Grupo V                   |
| ---------------------------------- | ----------------------------- | --------------------------------- | ----------------------- | ------------------------- |
| 1º R.C. Deportivo de La Coruña "B" | 1º Real Sporting de Gijón "B" | 1º R.S. Gimnástica de Torrelavega | 1º Deportivo Alavés "B" | 1º U.E. Olot              |
| 2º Rápido de Bouzas                | 2º Real Avilés C.F.           | 2º C. D. Tropezón                 | 2º C.D. Vitoria         | 2º C.F. Peralada          |
| 3º C.C.D. Cerceda                  | 3º U.P. Langreo               | 3º C.D. Laredo                    | 3º S.C.D. Durango       | 3º Terrassa Olímpica 2010 |
| 4º Bergantiños F.C.                | 4º C.D. Tuilla                | 4º C.D. Cayón                     | 4º S.D. Beasáin         | 4º F.C. Vilafranca        |

| Grupo VI                  | Grupo VII                    | Grupo VIII                      | Grupo IX              | Grupo X           |
| ------------------------- | ---------------------------- | ------------------------------- | --------------------- | ----------------- |
| 1º C.D. Olímpic de Xàtiva | 1º C. Atlético de Madrid "B" | 1º Gimnástica Segoviana C.F.    | 1º Atlético Malagueño | 1º Real Betis "B" |
| 2º U.D. Alzira            | 2º A.D. Unión Adarve         | 2º Atlético Astorga F.C.        | 2º Antequera C.F.     | 2º Arcos C.F.     |
| 3º Ontinyent C.F.         | 3º Fútbol Alcobendas Sport   | 3º Unionistas de Salamanca C.F. | 3º U.D. Almería "B"   | 3º Écija Balompié |
| 4º C.D. Castellón         | 4º C.D. Móstoles U.R.J.C.    | 4º C.D. Cristo Atlético         | 4º C.D. Huétor Tájar  | 4º Algeciras C.F. |

| Grupo XI                 | Grupo XII                      | Grupo XIII                | Grupo XIV        | Grupo XV                 |
| ------------------------ | ------------------------------ | ------------------------- | ---------------- | ------------------------ |
| 1º S.D. Formentera       | 1º Las Palmas Atlético         | 1º C.F. Lorca Deportiva   | 1º C.P. Cacereño | 1º Peña Sport F.C.       |
| 2º U.D. Poblense         | 2º U.D. San Fernando           | 2º La Hoya Lorca C.F. "B" | 2º C.D. Badajoz  | 3º C. Atlético Cirbonero |
| 3º U.D. Alcudia          | 3º U.D. Villa de Santa Brígida | 3º Águilas F.C.           | 3º Jerez C.F.    | 4º C.D. Cortes           |
| 4º S.C.R. Peña Deportiva | 4º U.D. Ibarra                 | 4º Mar Menor C.F.         | 4º C.D. Azuaga   | 5º C.D. Oberena          |

| Grupo XVI         | Grupo XVII               | Grupo XVIII                  |
| ----------------- | ------------------------ | ---------------------------- |
| 1º C.D. Calahorra | 1º R.Z. Deportivo Aragón | 1º C.F. Talavera de la Reina |
| 2º Náxara C.D.    | 2º S. D. Tarazona        | 2º U.B. Conquense            |
| 3º S.D. Logroñés  | 3º Utebo F.C.            | 3º C.P. Villarrobledo        |
| 4º C.D. Anguiano  | 4º S.D.Ejea              | 4º C.D. Guadalajara          |

|  | Clasificado para la ruta de campeones de grupo de la promoción de ascenso ( si obtuvo el ascenso)    |
|  | Clasificado para la ruta de no campeones de grupo de la promoción de ascenso ( si obtuvo el ascenso) |

### Equipos ascendidos
Los siguientes equipos ascendieron a Segunda División B:
| Grupo I - R.C. Deportivo de La Coruña "B" - Rápido de Bouzas Grupo II - Real Sporting de Gijón "B" Grupo III - No ascendió ningún equipo de este grupo Grupo IV - C.D. Vitoria Grupo V - Unió Esportiva Olot Grupo VI - Ontinyent C.F. | Grupo VII - C. Atlético de Madrid "B" - A.D. Unión Adarve Grupo VIII - Gimnástica Segoviana C.F. Grupo IX - No ascendió ningún equipo de este grupo Grupo X - Real Betis "B" - Écija Balompié Grupo XI - S.D. Formentera Grupo XII - Las Palmas Atlético | Grupo XIII - C.F. Lorca Deportiva Grupo XIV - C.D. Badajoz Grupo XV - Peña Sport F.C. Grupo XVI - No ascendió ningún equipo de este grupo Grupo XVII - Deportivo Aragón Grupo XVIII - C.F. Talavera de la Reina |